# مارب القديم (مدينة مأرب)

تعديل مصدري - تعديل

مأرب القديم هي إحدى قرى عزلة الاشراف بمديرية مدينة مأرب التابعة لمحافظة مأرب، بلغ تعداد سكانها 150 نسمة حسب تعداد اليمن لعام 2004.